# Crateri di 486958 Arrokoth
Segue una lista dei crateri d'impatto presenti sulla superficie di 486958 Arrokoth. La nomenclatura di 486958 Arrokoth è regolata dall'Unione Astronomica Internazionale; la lista contiene solo formazioni esogeologiche ufficialmente riconosciute da tale istituzione.
I crateri di Arrokoth portano nomi associati alla parola cielo espressa nei vari linguaggi dell'umanità.
Sono tutti stati identificati durante il sorvolo ravvicinato della sonda New Horizons, l'unica ad avere finora raggiunto Arrokoth.

## Prospetto
| Cratere | Eponimo                 | Latitudine   | Longitudine  | Diametro |
| ------- | ----------------------- | ------------ | ------------ | -------- |
| Sky     | Sky - Cielo in inglese. | non definite | non definite | 6,80 km  |